# سرعت هوا

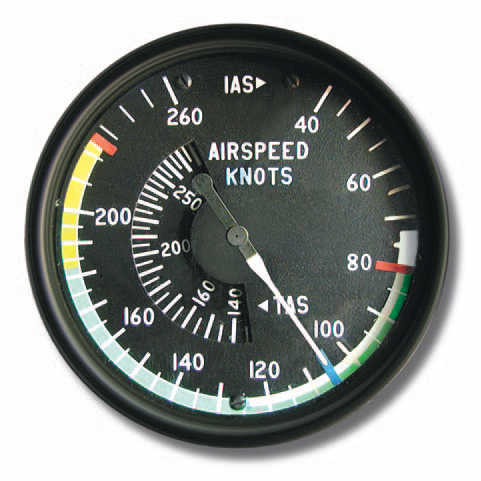
نمایشگر سرعت هوا به عنوان یکی از قسمت‌های دستگاه‌های هدایت پرواز

سرعت هوا به رابطه سرعت هوا و سرعت هواپیما یا هواگرد می‌گویند. اندازه‌گیری سرعت هوا در هواگرد توسط نمایشگر سرعت هوا صورت می‌گیرد.

اهمیت سرعت هوا
نشانگر سرعت هوا برای عملیات پروازی ایمن و کارآمد بسیار مهم است. سرعت هوا، اطلاعات مهمی برای برخاستن، کروز و فرود ایمن به خلبان می دهد.
بدون دانستن آن خلبانان قادر به اندازه‌گیری دقیق سرعت خود نیستند که منجر به بروز عواقب فاجعه باری می شود.

انواع سرعت هوا
- سرعت هوای مشخص (IAS)
- سرعت هوای کالیبره شده (CAS)
- سرعت واقعی هوا (TAS)
- سرعت زمینی (GS)